# Zinjibar
Zinjibar (arapski: زنجبار‎‎) je grad na jugu Jemena (60 km istočno od Adena) koji leži na obali Arapskog mora. On je upravno središte muhafaze Abjan koja ima 450.000 stanovnika. 

## Povijest i zemljopisne odlike
Grad leži u plodnoj delti Abjan, koju stvara najznačajniji vodotok u pokrajini Wadi Bana. Okružen je farmama i voćnjacima. Pored grada prolazi magistralna cesta Aden - Mukalla.
Središte grada nalazi se udaljeno oko 5 km od morske obale, ali se danas povijesna jezgra grada već stopila s ribarskim naseljima na obali.
U nedalekoj povijesti je Zinjibar, bio znan kao sjedište Sultanata Fadhli.
Britanci su odabrali Zinjibar kao regionalno administrativno sjedište 1944. godine, za Sultanat Fadhli, koji je bio pod njihovim patronatom. Tadašnji sultan `Abd Allah ibn `Uthman al-Fadli nije preselio svoj dvor, već je ostao u staroj prijestolnici Sukhri. Tek njegov nasljednik je 1962. boravio u Zinjibaru iz čisto praktičnih razloga, iako je palača koja je bila i ostala službena rezidencija ostala u Sukhri.
Pored grada u unutrašnjosti nalaze se Planine Khanfar, s poznatom povijesnom utvrdom - Ja’ar, iz nje puca pogled na zelenu deltu Abjan i akomulacionu branu Batais.